# Boechera consanguinea
Boechera consanguinea är en korsblommig växtart som först beskrevs av Edward Lee Greene, och fick sitt nu gällande namn av Windham och Al-shehbaz. Boechera consanguinea ingår i släktet indiantravar, och familjen korsblommiga växter. Inga underarter finns listade i Catalogue of Life.